# 샘 넌
사무엘 아우구스투스 넌 주니어(Samuel Augustus Nunn Jr., 1938년 9월 8일 ~ )는 미국의 정치인이다.

## 학력
- 조지아 공과대학교
- 에모리 대학교 인문사회 학사
- 에모리 대학교 법학학사

## 경력
- 1969.01 ~ 1972.11 제130·131대 조지아 제41선거구 하원의원
- 1972.11 ~ 1997.01 제92~104대 미국 조지아 연방상원의원
- 1987.01 ~ 1995.01 미국 상원 국방위원회 위원장

## 역대 선거 결과
| 선거명        | 직책명                       | 대수  | 정당   | 득표율  | 득표수      | 결과 | 당락                   |
| ------------- | ---------------------------- | ----- | ------ | ------- | ----------- | ---- | ---------------------- |
| 1968년 선거   | 하원의원 (조지아 제41선거구) | 130대 | 민주당 | 0%      | 표          | 1위  | 조지아 주의원 당선     |
| 1970년 선거   | 하원의원 (조지아 제41선거구) | 131대 | 민주당 | 99.99%  | 7,844표     | 1위  | 조지아 주의원 당선     |
| 1972년 재선거 | 상원의원 (조지아 제2부)      | 92대  | 민주당 | 51.98%  | 404,890표   | 1위  | 조지아주 상원의원 당선 |
| 1972년 선거   | 상원의원 (조지아 제2부)      | 93대  | 민주당 | 53.96%  | 635,970표   | 1위  | 조지아주 상원의원 당선 |
| 1978년 선거   | 상원의원 (조지아 제2부)      | 96대  | 민주당 | 83.13%  | 536,320표   | 1위  | 조지아주 상원의원 당선 |
| 1984년 선거   | 상원의원 (조지아 제2부)      | 99대  | 민주당 | 79.94%  | 1,344,104표 | 1위  | 조지아주 상원의원 당선 |
| 1990년 선거   | 상원의원 (조지아 제2부)      | 102대 | 민주당 | 100.00% | 1,033,439표 | 1위  | 조지아주 상원의원 당선 |